# El caracol (Matisse)
El caracol (en francés: L'escargot) es un collage de Henri Matisse. La obra fue creada entre el verano de 1952 y principios de 1953. Está coloreada con guache sobre papel, cortado y pegado sobre una capa base de papel blanco de 287 × 288 cm. La pieza se encuentra en la colección de la Tate Modern de Londres.

## Descripción y antecedentes
Consiste en una serie de formas coloreadas dispuestas en espiral, como sugiere el título. Matisse dibujó primero el caracol y luego utilizó el papel de color para interpretarlo. La composición empareja colores complementarios: Matisse dio a la obra el título alternativo de La Composition Chromatique. Desde principios hasta mediados de la década de 1940, Matisse estaba cada vez más delicado de salud y sufría artritis. En 1950 dejó de pintar para dedicarse a realizar gouaches découpées, recortes de papel. El Caracol es un ejemplo destacado de este último conjunto de obras.